# Paravilla separata
Paravilla separata är en tvåvingeart som först beskrevs av Walker 1852.  Paravilla separata ingår i släktet Paravilla och familjen svävflugor. Inga underarter finns listade i Catalogue of Life.